# Catherine Scott (écrivaine)
Pour l’article homonyme, voir Scott.
Catherine Amy Dawson Scott, née en août 1865 à Dulwich et morte le 4 novembre 1934, est une écrivaine britannique, dramaturge et poète. Elle a co-fondé en 1921 l'association d'écrivains International PEN.

## Biographie
Fille d'Ebenezer Dawson, un fabricant de briques et de sa femme Catherine Armstrong, elle a une sœur, Ellen M. Dawson, née vers 1868. Sa mère décède en janvier 1877, lorsque la fille a 11 ans et sa sœur 7. En 1878, leur père se remarie et en 1881, les filles et leur belle-mère vivent avec la mère de cette dernière, Sarah Ancell, à Camberwell, où Catherine Dawson étudie à l'Anglo German College.
A 18 ans, elle commence à travailler comme secrétaire, tout en écrivant. Son premier texte Charades For Home Acting est publié en 1888. Sappho, un poème épique de 210 pages, a est publié en 1889, à compte d'auteur. Il est suivi de Idylls of Womanhood, un recueil de poèmes publié en 1892.
Elle s'est marie tardivement pour l'époque à l'âge de 33 ans avec le médecin Horatio Francis Ninian Scott. Ils s'installent à Londres, à Hanover Square, où leur premier enfant, Marjorie Catharine Waiora Scott, naît en 1899, suivi d'un second, Horatio Christopher L. Scott, en mars 1901. La famille déménage à West Cowes sur l'île de Wight en 1902, où ils restent sept ans. Un troisième enfant, Edward Walter Lucas Scott, surnommé Toby, naît en juin 1904.
Catherine Dawson Scott, libérée des tâches ménagères quotidiennes après la naissance du troisième enfant, trouve la vie à la campagne étouffante et regrette le monde littéraire londonien . Elle reprend l'écriture et en 1906, à 41 ans, publie son premier roman L'histoire d'Anna Beames sous le pseudonyme de Mme Sappho. Deux ans plus tard, pour son deuxième roman, The Burden, elle utilise comme nom C.A. Dawson Scott. Elle compose sept autres livres en six ans jusqu'au début de la Première Guerre mondiale en 1914, dont en 1909 Treasure Trove, The Agony Column et en 1910 Madcap Jane.
En 1910, la famille Scott se rapproche de Londres, permettant à l'autrice de retrouver les cercles littéraires londoniens. Elle continue d'écrire et de publier, notamment Mrs Noakes, An Ordinary Woman et un guide avec carte intitulé Nooks And Corners of Cornwall en 1911. En 1912, elle rencontre la poétesse Charlotte Mary Mew, qui aurait lu Macap Jane. À l'été 1913, Catherine Dawson Scott demande à Charlotte Mew de se rendre chez elle à Southall pour réciter quelques poèmes à un petit groupe de connaissances – mais la poétesse n'y consent qu'un an plus tard. La lecture de Mew le 16 mars 1914 attire l'attention de la poétesse mystique Evelyn Underhill, qui lui présente le journaliste et critique Rolfe Scott-James, alors rédacteur en chef du New Weekly. À cette époque, Dawson Scott s'occupe également d'éditer les poèmes de son cousin décédé, Henry Dawson Lowry, et d'écrire ses propres poèmes.
Lorsque la Première Guerre mondiale éclate, son mari entre dans le Royal Army Medical Corps et est envoyé en France, tandis que Catherine Dawson Scott, avec le soutien du secrétaire d'État britannique à la guerre Lord Horatio Herbert Kitchener, crée le Women's Defence Relief Corps fin août 1914. Le corps a deux divisions : la section civile, pour substituer les femmes aux hommes dans les usines et autres lieux de travail afin de libérer les hommes pour le service militaire ; et une section « semi-militaire » ou « de la bonne citoyenne », cellule de recrutement actif de femmes dans les forces armées, pour être formées à l'exercice et à l'utilisation des armes afin de se protéger et protéger leurs proches sur le front intérieur en cas d'invasion ennemie. Ce sont des milliers de femmes qui sont envoyées par ce corps pour remplacer les hommes et exploitées comme main-d'œuvre occasionnelle et bénévole.
Ayant apprécié différemment leurs placements militaires respectifs (lui, traumatisé, et elle, stimulée par les nouvelles opportunités qu'elle y a découvertes), Catherine Scott et son époux ne peuvent pas reprendre leur relation comme avant et divorcent après 20 ans de mariage. Horatio Scott se suicide en 1922.
Au printemps 1917, l'autrice fonde le To-Morrow Club, qui vise à attirer les « écrivains de demain », c'est-à-dire la « jeunesse littéraire », et à les mettre en contact avec des écrivains reconnus pour échanger des idées, des conseils et des commentaires. Elle invite parfois les agents littéraires et les éditeurs qu'elle connaît à assister aux dîners du Club, tout en encourageant les jeunes écrivains à saisir l'occasion de les rencontrer. Les dîners-rencontres-conférences deviennent bientôt un événement hebdomadaire. Dans le même temps, elle continue d'écrire. Elle publie le roman Wastralls en 1918 et reprend ainsi son modèle prolifique de publication d'un livre presque chaque année.
Catherine A. Dawson Scott reste cependant plus connue comme cofondatrices de l'International PEN Club en 1921, successeur du To-Morrow Club. Le PEN Club se consacre à favoriser une communauté d'écrivains qui défend le rôle de la littérature dans une société en constante évolution. John Galsworthy est le premier président du PEN Club et pendant la majeure partie des années 1920, la fille de Dawson Scott, Marjorie, en est la secrétaire,. PEN était un acronyme abrégé pour Poets, Playwrights, Editors, Essayists and Novelists, et bien qu'il ait été conçu comme apolitique, ses membres et sa direction sont des libéraux de gauche.
À la fin de sa vie, elle devient une fervente spiritualiste, écrivant plusieurs ouvrages sur le sujet.

## Œuvres
- Charades for Home Acting. (1888)
- Sappho. A Poem (1889)
- Madcap Jane or Youth. T. Nelson & Sons (1890)
- Idylls of Womanhood. Poems. (1892)
- The Story of Anna Beames (1907)
- The Burden. (1908)
- Nooks & Corners of Cornwall. (1911)
- Alice Bland, and The Golden Ball. Two one act plays (1912)
- Tom, Cousin Mary, and Red Riding Hood. Three One Act Plays (1912)
- Beyond. Poems. (1912)
- Wastralls. W. Heinemann (1918)
- The Headland. Heinemann (1920)
- The Rolling Stone. A.A. Knopf (1920)
- The Haunting (1921). (New edition: Tabb House (March 1985)
- Bitter Herbs. Poems. A.A. Knopf (1923)
- The Turn of a Day. H. Holt (1925)
- The Vampire. A Book of Cornish and Other Stories. R. Holden & Co., Ltd (1925)
- Blown by the Wind (1926)
- From Four Who Are Dead: Messages to C. A. Dawson Scott (1926)
- (éditrice avec Ernest Rhys): Twenty-Seven Humorous Tales (1926)
- (éditrice avec Ernest Rhys): 26 Adventure Stories, Old and New. (1929)
- (éditrice avec Ernest Rhys): Mainly Horses. Tales by Various Authors. (1929)
- The Seal Princess. George Philip & Son Ltd (1930)
- (éditrice) : The Guide to Psychic Knowledge (1932)
- The House In The Hollow Or Tender Love. Benn (1933)